# Až po uši
Až po uši je český romantický seriál z let 2014–2018, který režíroval Jan Hřebejk a vznikl v produkci stanice HBO. V hlavních rolích se objevili Anna Geislerová, Jiří Havelka, Jitka Čvančarová, Hynek Čermák, Anna Polívková, Jana Kolesárová, Lenka Krobotová a Radek Holub. V druhé řadě se k hlavním postavám přidali Zuzana Šulajová, Stanislav Majer, Taťjana Medvecká a František Němec.
Hudbu k seriálu, včetně hlavní znělky s názvem „Holka“, složila Vladivojna La Chia. Ústřední píseň nazpívala společně se zpěvákem Matějem Ruppertem.
Seriál má celkem dvacet tři dílů, každý trvá průměrně třicet pět minut. Předlohou pro Až po uši byl izraelský seriál Matay Nitnashek.

## Děj seriálu
Seriál pojednává o různých romantických vztazích. Šárka (Anna Geislerová) je zamilovaná do Jakuba (Jiří Havelka), v cestě jí však stojí Jakubova bývalá přítelkyně Markéta (Lenka Krobotová). Zuzana (Jitka Čvančarová) má potíže se záletným manželem Milanem (Hynek Čermák) a sama později nachází zalíbení u masérky Lindy (Jana Kolesárová). Zuzanina kamarádka Ema (Anna Polívková) trpí svým vzhledem a ignoruje zájem ze strany kolegy Karla (Radek Holub).

## Obsazení
| Anna Geislerová  | Šárka                             |
| Jiří Havelka     | Jakub                             |
| Jitka Čvančarová | Zuzana                            |
| Hynek Čermák     | Milan                             |
| Anna Polívková   | Ema                               |
| Radek Holub      | Karel                             |
| Lenka Krobotová  | Markéta                           |
| Jana Kolesárová  | Linda                             |
| Stanislav Majer  | Richard (2. řada)                 |
| Zuzana Šulajová  | Adéla (2. řada)                   |
| Taťjana Medvecká | Karlova matka (2. řada)           |
| František Němec  | pohřebák (2. řada)                |
| Jana Švandová    | Carmen, matka Šárky (1. řada)     |
| Jaromír Hanzlík  | Jiří, majitel vinařství (1. řada) |
| Ivan Vojnár      | otec Šárky (1. řada)              |
| Naďa Urbánková   | hrála sama sebe (1. řada)         |
| Václav Neckář    | hrál sám sebe (1. řada)           |
| Jiří Menzel      | hrál sám sebe (1. řada)           |

## Recenze
Seriál se setkal se smíšenými reakcemi ze stran kritiků, povětšinou byl chválen, avšak například Táňa Zabloudilová v recenzi pro Rozhlas.cz jej zkritizovala pro „jednorozměrnost postav“ a přirovnala jej k telenovele. U dalších kritiků se však dočkal veskrze pozitivních hodnocení. Kritici zejména chválili režii Jana Hřebejka či svěžest žánru:
- Mirka Spáčilová, IDNES.cz, 31. října 2014, [4]
- Roman Kotvald, filmserver.cz, 3. listopadu 2014, [5]
- Alex C., Totalfilm, 2. listopadu 2014, [6]